# Hagenella sibirica
Hagenella sibirica är en nattsländeart som först beskrevs av Martynov 1909.  Hagenella sibirica ingår i släktet Hagenella och familjen broknattsländor. Inga underarter finns listade i Catalogue of Life.